# Hotepibre
Hotepibre Qemau Siharnedjheritef (cũng là Sehetepibre I hoặc Sehetepibre II tùy thuộc vào học giả) là một vị pharaon Ai Cập thuộc vương triều thứ 13 trong Thời kỳ Chuyển tiếp thứ Hai. Theo các nhà Ai Cập học Kim Ryholt và Darrell Baker, ông là vị vua thứ sáu của vương triều này, trị vì trong 1 đến 5 năm, có thể là 3 năm, từ năm 1791 TCN cho tới năm 1788 TCN. Mặt khác, Jürgen von Beckerath và Detlef Franke lại xem ông như là vị vua thứ 9 của vương triều này.

## Gia đình
Tên nomen đầy đủ của Qemau Siharnedjheritef có nghĩa là "người con trai của Qemau, Horus ngài là người nắm giữ quyền lực của mình" và từ điều này có khả năng rằng ông là con trai của vị tiên vương Ameny Qemau và là cháu nội của vua Amenemhat V. Ryholt đề xuất thêm rằng ông đã được kế vị bởi một vị vua tên là Iufni, ông ta có thể là em trai hoặc chú của ông. Theo sau triều đại ngắn ngủi của Iufni, ngai vàng đã chuyển sang cho một người cháu nội khác của Amenemhat V có tên là Ameny Antef Amenemhat VI.

## Chứng thực
Một bức tượng dâng lên cho thần Ptah và có mang tên của Hotepibre đã được tìm thấy ở Khatana, nhưng địa điểm xuất xứ của nó vẫn chưa được biết đến. Một khối đá đền thờ từ el-Atawla cùng với tên của ông ngày nay nằm tại bảo tàng Cairo (Temp 25.4.22.3). Vị pharaon còn được biết đến thông qua một chiếc chùy nghi lễ được tìm thấy bên trong cái gọi là "Lăng mộ chúa tể của dê" tại Ebla, ở miền bắc Syria ngày nay; Chiếc chùy này là một món quà từ Hotepibre gửi đến cho vị vua Ebla là Immeya vốn sống cùng thời với ông. Hotepibre đôi khi còn được cho là người đã xây dựng nên một cung điện mới được tái phát hiện lại tại Tell El-Dab'a (thành phố Avaris cổ đại).